# La Course by Le Tour de France 2019
La 6.ª edición de la La Course by Le Tour de France se celebró el 23 de julio de 2019 sobre un recorrido de 120 km en un circuito montañoso con inicio y final en la ciudad de Pau.
La carrera hizo parte del UCI WorldTour Femenino 2019 como competencia de categoría 1.WWT del calendario ciclístico de máximo nivel mundial siendo la decimoquinta carrera de dicho circuito y fue ganada por la ciclista neerlandesa Marianne Vos del equipo CCC-Liv. El podio lo completaron la canadiense Leah Kirchmann del equipo Sunweb y la ciclista danesa Cecilie Uttrup Ludwig del equipo Bigla.

## Equipos
Tomaron la salida un total de 21 equipos UCI Team Femenino invitados por la organización de la carrera quienes conformaron un pelotón de 121 ciclistas de las cuales terminaron 91. Los equipos participantes fueron:
| Equipos femeninos (21)- Alé Cipollini - Bigla - Boels Dolmans - BTC City Ljubljana - Canyon-SRAM Racing - CCC-Liv - Cogeas-Mettler - FDJ-Nouvelle Aquitaine-Futuroscope - Lotto Soudal Ladies - Mitchelton-Scott - Movistar Team - Parkhotel Valkenburg-Destil - Rally UHC Cycling Women - Sunweb Women - Tibco-Silicon Valley Bank - Trek-Segafredo - Valcar Cylance - Virtu Cycling Women - WNT-Rotor Pro Cycling - Doltcini-Van Eyck Sport - Charente-Maritime |
| |

## Clasificaciones finales
Las clasificaciones finalizaron de la siguiente forma:

### Clasificación general
| \| Clasificación general \| Clasificación general \| Clasificación general \| Clasificación general \| Clasificación general \| \| Ciclista \| Ciclista \| Equipo \| Tiempo \| \| \| --------------------- \| ---------------------- \| --------------------- \| --------------------- \| --------------------- \| \| 1.ª \| Marianne Vos[1] \| CCC-Liv \| 3 h 15 min 20 s \| \| \| 2.ª \| Leah Kirchmann \| Sunweb \| + 3 s \| \| \| 3.ª \| Cecilie Uttrup Ludwig \| Bigla \| + 3 s \| \| \| 4.ª \| Lucinda Brand \| Sunweb \| + 4 s \| \| \| 5.ª \| Ashleigh Moolman-Pasio \| CCC-Liv \| + 6 s \| \| \| 6.ª \| Elisa Longo Borghini \| Trek-Segafredo \| + 6 s \| \| \| 7.ª \| Annemiek van Vleuten \| Mitchelton-Scott \| + 7 s \| \| \| 8.ª \| Soraya Paladin \| Alé Cipollini \| + 7 s \| \| \| 9.ª \| Ane Santesteban \| WNT-Rotor Pro Cycling \| + 7 s \| \| \| 10.ª \| Anna van der Breggen \| Boels Dolmans \| + 7 s \| \| |                        |                       |                 |
| |                        |                       |                 |
| |                        |                       |                 |
| Clasificación general |                        |                       |                 |
| Ciclista | Ciclista               | Equipo                | Tiempo          |
| 1.ª | Marianne Vos           | CCC-Liv               | 3 h 15 min 20 s |
| 2.ª | Leah Kirchmann         | Sunweb                | + 3 s           |
| 3.ª | Cecilie Uttrup Ludwig  | Bigla                 | + 3 s           |
| 4.ª | Lucinda Brand          | Sunweb                | + 4 s           |
| 5.ª | Ashleigh Moolman-Pasio | CCC-Liv               | + 6 s           |
| 6.ª | Elisa Longo Borghini   | Trek-Segafredo        | + 6 s           |
| 7.ª | Annemiek van Vleuten   | Mitchelton-Scott      | + 7 s           |
| 8.ª | Soraya Paladin         | Alé Cipollini         | + 7 s           |
| 9.ª | Ane Santesteban        | WNT-Rotor Pro Cycling | + 7 s           |
| 10.ª | Anna van der Breggen   | Boels Dolmans         | + 7 s           |

## Ciclistas participantes y posiciones finales
Convenciones:
- AB-N: Abandono en la etapa "N"
- FLT-N: Retiro por llegada fuera del límite de tiempo en la etapa "N"
- NTS-N: No tomó la salida para la etapa "N"
- DES-N: Descalificado o expulsado en la etapa "N"

## UCI WorldTour Femenino
La Course by Le Tour de France otorgó puntos para el UCI WorldTour Femenino 2019 y el UCI World Ranking Femenino, incluyendo a todas las corredoras de los equipos en las categorías UCI Team Femenino. Las siguientes tablas muestran el baremo de puntuación y las 10 corredoras que obtuvieron más puntos:
| Posición   | 1.ª | 2.ª | 3.ª | 4.ª | 5.ª | 6.ª | 7.ª | 8.ª | 9.ª | 10.ª | 11.ª | 12.ª | 13.ª | 14.ª | 15.ª | 16.ª-30.ª | 31.ª-40.ª |
| Puntuación | 200 | 150 | 125 | 100 | 85  | 70  | 60  | 50  | 40  | 35   | 30   | 25   | 20   | 15   | 10   | 5         | 3         |

| Clasificación |                       |                  |        |
| Posición      | Ciclista              | Equipo           | Puntos |
| ------------- | --------------------- | ---------------- | ------ |
| 1.ª           | Marianne Vos          | CCC-Liv          | 200    |
| 2.ª           | Leah Kirchmann        | Sunweb           | 150    |
| 3.ª           | Cecilie Uttrup Ludwig | Bigla            | 125    |
| 4.ª           | Lucinda Brand         | Sunweb           | 100    |
| 5.ª           | Ashleigh Moolman      | CCC-Liv          | 85     |
| 6.ª           | Elisa Longo Borghini  | Trek-Segafredo   | 70     |
| 7.ª           | Annemiek van Vleuten  | Mitchelton-Scott | 60     |
| 8.ª           | Soraya Paladin        | Alé Cipollini    | 50     |
| 9.ª           | Ane Santesteban       | WNT-Rotor        | 40     |
| 10.ª          | Anna van der Breggen  | Boels-Dolmans    | 35     |